# Lampros
Dans la mythologie grecque, Lampros  (du grec ancien : Λάμπρος, signifiant "brillant", "distingué" ou "munificent") était le fils de Pandion de Phaistos, en Crète et l'époux de Galatée fille d'Eurytos qui fit de lui le père de Leucippe de Galatée.

## Mythe
Lampros de Phaistos, fils de Pandion de Phaistos, souhaitait avoir un fils. Il dit à son épouse enceinte Galatée que si elle donnait naissance à une fille, il tuerait celle-ci en l'exposant. Lorsque Galatée accoucha d'une fille, elle nomma celle-ci Leucippe et la travestit puis, l'enfant grandissant, supplia  Léto de transformer sa fille en garçon pour la sauver, ce que la déesse, compatissante, fit,.

## Sources
- Lampsas Giannis, Dictionaire du monde ancien (Lexiko tou Archaiou Kosmou), Vol. II, Athènes, Domi Publications, 1984, p.80.